# Beautiful Clothes
Beautiful Clothes è un cortometraggio statunitense del 1942, diretto da Josef Berne, con Harry Langdon. 

## Trama
Harry Langdon, doppiato da Cliff Nazarro, interpreta la canzone Beautiful Clothes (Make Beautiful Girls), di autore sconosciuto, insieme ad alcune modelle. Al termine appare egli stesso vestito da donna.